# ميخائيل هيلز
ميخائيل هيلز (بالإنجليزية: Michael Hills)‏ هو لاعب اتحاد الرغبي بريطاني، ولد في 11 يونيو 1985 في دونكاستر في المملكة المتحدة.